# 相声瓦舍
相聲瓦舍（英語：Comedians workshop）是台灣的相聲劇團，成立於1988年6月，由同為國立台北藝術大學（前國立藝術學院）畢業的馮翊綱、宋少卿、王琄共同創辦，致力於相聲藝術的改革與創新。其作品中充满黑色幽默，尤其以对现实社会諸多怪现象或一些名人政客的冷嘲热讽，為主要特色。每年大約會有1至2部新作品。

## 主要成員
- 馮翊綱：創辦人、團長暨藝術總監、主要演員
- 宋少卿：創辦人、主要演員
- 黃士偉：主要演員

## 檢場人
- 行政總監：胡詩詠
- 劇團經理：郭薇君
- 專案製作人：黃旭慶
- 企劃宣傳：盧欣儀
- 票務：豐喬
- 會計：洪青儀
- 出納：應霈瀅

## 爭議
- 2018年10月31日，團長馮翊綱在直播中稱「如果韓國瑜當選高雄市長，相聲瓦舍就遷回高雄，要在左營舊城內外的鄰居，讓他們免費看戲一百場」。在韓國瑜當選後，馮翊綱表示基於人力與現實考量，僅會在高雄增設相聲瓦舍南部辦公室，並盡可能在韓國瑜的市長任期內在高雄演出一百場活動，但不會完全免費。[3]後因韓國瑜在頒發模範生獎時，遭到獲獎模範生以言語、衣服及書籍等方式嗆韓，馮翊綱在2019年7月1日於相聲瓦舍臉書專頁上貼文，邀請願意嗆韓的模範生（僅限有受韓國瑜表揚、合照者）貼出其酸或嗆的合照者免費看戲，期限至2019年7月7日24點截止。相聲瓦舍在韓國瑜擔任市長期間，受多方好友鼎力相助，完成多場對高雄市民承諾的免費活動[4][5]。
- 2021年12月28日，主要演員宋少卿凌晨與朋友聚會小酌後仍開車上路，行經板橋南門街與府中路口時，疑因未注意號誌燈號，低速衝撞停等紅燈的計程車，警方到場後測得酒精濃度達0.95mg/L，依公共危險罪移送地檢署偵辦。同日，團長馮翊綱發出聲明，稱絕不姑息酒駕累犯，宋少卿在餘下的幾場《三十三》演出與2022年新戲《畫虎藍》中的演出戲分將全數被拔除[6][7]。相聲瓦舍表示，酒駕是宋少卿個人行為與相聲瓦舍公眾服務無關。

## 相聲作品

### 表演
| 年份 | 劇名                                      | 演出                                                                                      | 內容大綱 |
| 1997 | 《相聲說垮鬼子們》                        | 馮翊綱、宋少卿                                                                            | 上半場〈吐痰論〉〈如果我是委員長〉〈煎餅果子〉〈押寶〉 下半場〈演講比賽〉〈小放牛〉 |
| 1997 | 《相聲說垮鬼子們》                        | 馮翊綱、宋少卿                                                                            | - 1997年5月於台北新舞臺首演 1940年代末期，抗日的戰火在全中國燃燒，在抗戰的大後方重慶，兩位知名的文學家「梁小秋」與「舒大春」，為了抗戰晚會的表演節目，正準備著他們一輩子都沒幹過的活兒：說相聲！ 本劇是根據梁實秋先生所寫的《相聲記》做創意發想，塑造出「梁小秋」與「舒大春」兩個角色，並以談笑風生、幽默諷刺的方式，道出時下人民的毛病與深刻命題。                                                 |
| 1997 | 《張飛要出來了，別害怕！》 原名：相聲說戲 | 馮翊綱、宋少卿                                                                            | 上半場〈戲劇雜談〉〈空城計〉 下半場〈黃鶴樓〉 |
| 1997 | 《張飛要出來了，別害怕！》 原名：相聲說戲 | 馮翊綱、宋少卿                                                                            | - 1997年10月於台北新舞臺首演 本劇將三個與京劇息息相關的相聲老段子〈戲劇雜談〉、〈空城計〉、〈黃鶴樓〉改編串成一套，是傳統相聲與京劇世界的入門作，能使從來沒有觀賞過京劇的人，輕鬆了解京劇相關的知識，劇中趣味與教育性兼具，可說是一道通往京劇藝術與相聲藝術殿堂的階梯，非常適合全家大小共同觀賞。                                                                                                   |
| 1998 | 《狀元模擬考》                            | 馮翊綱、宋少卿、梅若穎                                                                    | 上半場〈路遙知鳥力〉〈四位大官人〉 下半場〈雙簧狀元郎〉〈衣錦不還鄉〉 |
| 1998 | 《狀元模擬考》                            | 馮翊綱、宋少卿、梅若穎                                                                    | - 1998年11月於台北新舞臺首演 從鄉下進京趕考的舉人「伍實久」，住進京城裡高檔的「棲食衣」客棧，在盤纏用盡，流落街頭的當下，店主「戚百嗣」好心將他留下。在殿試前一夜，店東還特地為他舉行一場模擬考，連店東最疼愛的小妾「九娘」也來幫忙。 第二天殿試，「伍實久」因模擬考猜題方向正確，對答如流，被皇上親點為狀元，想不到在他成為狀元後竟恩將仇報...                                                     |
| 1999 | 《誰唬嚨我？》                            | 馮翊綱、宋少卿                                                                            | 上半場〈戰國廁〉 下半場〈台灣原人〉 |
| 1999 | 《誰唬嚨我？》                            | 馮翊綱、宋少卿                                                                            | - 1999年6月於台北新舞臺首演 馮翊綱、宋少卿以相聲獨有的辛辣幽默、冷血熱心，大談「唬嚨術」，並亮出他們數十年的江湖閱歷，以戲而不謔的方式，討論「欺騙」與「謊言」之存在的原因及必要，希望將大家帶到一個沒有爾虞我詐、勾心鬥角，只有真心對待的純真年代。 |
| 1999 | 《哈戲族》                                | 馮翊綱、宋少卿                                                                            | 上半場〈大改行〉〈關公戰秦瓊〉 下半場〈奴家正是王寶釧〉 |
| 1999 | 《哈戲族》                                | 馮翊綱、宋少卿                                                                            | - 1999年8月於台北新舞臺首演 本齣戲將傳統段子〈大改行〉、〈賣包子〉、〈關公戰秦瓊〉用現代語言整理過後，成為一個以介紹戲劇為主題的完整演出。在本齣戲中，訴說著傳統演員的糗事和幕後的奇人軼事，說到糗事難免會碰到傷心處，談到傷心處依舊帶來滿堂歡笑。藉著相聲說戲，說的不過就是對戲的熱愛吧！ |
| 1999 | 《大唐馬屁精》                            | 馮翊綱、宋少卿 梅若穎、高煜玟                                                             | 上半場〈太史公貓〉 下半場〈高公公世家〉〈李先生本紀〉 |
| 1999 | 《大唐馬屁精》                            | 馮翊綱、宋少卿 梅若穎、高煜玟                                                             | - 1999年12月於台北新舞臺首演 四個想拍皇上馬屁的小官，披星戴月地將珍品帶回了長安城，可惜天色已晚，四人都被關在城門外，於是大家就這樣聊了一整夜，討論各種「拍馬屁」的學問，天明之際城門一開，四人便一同唱著馬屁歌，集體進宮拍馬屁，到底皇上吃不吃他們那套呢？ |
| 2001 | 《他怎麼那麼紅》                          | 馮翊綱、宋少卿、黃士偉                                                                    | 上半場〈扒馬褂〉〈倭瓜鑣〉〈報菜名〉 下半場〈江河湖海〉〈歪批三國〉 |
| 2001 | 《他怎麼那麼紅》                          | 馮翊綱、宋少卿、黃士偉                                                                    | - 2001年6月於台北新舞臺首演 馮翊綱、宋少卿將傳統相聲段子〈報菜名〉、〈倭瓜鑣〉、〈扒馬褂〉等名作重新詮釋，並與黃士偉領銜主演，三人看似各獻各的寶、各演各的戲，卻撞擊出許多新鮮火花，全劇笑料百出，更賦予相聲藝術全新的面貌。 |
| 2001 | 《並不太熟》                              | 馮翊綱、宋少卿、黃士偉                                                                    | 上半場〈八街市場〉〈我的阿毛〉 下半場〈檳榔阿媽〉 |
| 2001 | 《並不太熟》                              | 馮翊綱、宋少卿、黃士偉                                                                    | - 2001年6月於台北新舞臺首演 七十二洞妖魔盡出，影劇六村的菜市場是怎樣的光景？院子裡一隻尋常的蝴蝶死於非命，治喪委員會該如何籌備？山神再次現身，又下了什麼霹靂的神喻？《並不太熟》引您一探究竟！ |
| 2001 | 《東廠僅一位》                            | 馮翊綱、宋少卿、黃士偉                                                                    | 上半場〈十八層公寓〉〈我的舅舅王承恩〉 下半場〈三寶太監下南洋〉〈阿里山論賤〉〈妹妹，你等會！〉 |
| 2001 | 《東廠僅一位》                            | 馮翊綱、宋少卿、黃士偉                                                                    | - 2001年11月於福華文教會館首演 「咻！」地一聲，是誰飛了過去？ 「啪！」地一聲，是誰應聲倒地？ 這神秘的「僅一位」，誰也沒看過他真面目，就算聽見聲響立刻回頭也不見人影，僅在風中留下一句：「以僅一位興亡為己任，置大明朝死生於度外。」到底他是何方神聖？又如何操縱了大明朝的命運呢？ |
| 2002 | 《蠢嗄揪疼》                              | 馮翊綱、宋少卿、黃士偉 特別邀請：曾國城                                                   | 上半場〈驚蟄〉〈榖雨〉 下半場〈白露〉〈大雪〉 |
| 2002 | 《蠢嗄揪疼》                              | 馮翊綱、宋少卿、黃士偉 特別邀請：曾國城                                                   | - 2002年6月於台北新舞臺首演 本劇以春、夏、秋、冬四季為本意出發，象徵人生總是悲歡離合交織循環的過程，呈現人生的驚喜、感嘆、悸動與感傷。 |
| 2002 | 《笑神來了誰知道？》                      | 馮翊綱、宋少卿、黃士偉 特別邀請：常寶華                                                   | 上半場〈我要收徒弟〉〈我不在乎錢〉 下半場〈我也要騎車〉〈我心裡的她〉 |
| 2002 | 《笑神來了誰知道？》                      | 馮翊綱、宋少卿、黃士偉 特別邀請：常寶華                                                   | - 2002年11月於台北新舞臺首演 特別邀請中國相聲國寶級大師常寶華參與演出。2008年在棚內錄製專輯DVD，並且發行劇本集。 |
| 2003 | 《消失的931》                             | 馮翊綱、宋少卿、黃士偉                                                                    | 上半場〈西元1673年〉 下半場〈狗元3761年〉 |
| 2003 | 《消失的931》                             | 馮翊綱、宋少卿、黃士偉                                                                    | - 2003年9月於棚內錄影創作 歷史上原本每年都有9月31日這一天，後來被取消了，931從此消失。但其實931這天發生了許多不為人知的事。 2003年特別為出版而新創作的內容，結合時事，在棚內錄製，沒有舉行演出。 |
| 2003 | 《大寡婦豆棚》                            | 馮翊綱、宋少卿 黃士偉、御天十兵衛 特別邀請：倪敏然                                        | 上半場〈別提我老婆〉〈問我問我〉〈吾係謝霆鋒〉〈蒙古烤肉〉 下半場〈S和M〉〈英雄與狗熊〉〈角色分配〉〈天亮之前〉 |
| 2003 | 《大寡婦豆棚》                            | 馮翊綱、宋少卿 黃士偉、御天十兵衛 特別邀請：倪敏然                                        | - 2003年12月於台北新舞臺首演 「綜藝祖師爺」倪敏然與瓦舍合作演出《大寡婦豆棚》，用幽默逗趣的相聲探討人生最重要的課題「幸福」。 |
| 2004 | 《小華小明在偷看》                        | 馮翊綱、宋少卿、黃小貓                                                                    | 上半場〈蝴蝶〉〈紅頭髮〉〈二次論賤〉〈藍色冰棒〉〈綠帽子〉〈空難〉〈畢業典禮〉 下半場〈科羅拉多〉〈喪鐘〉〈煙火〉 |
| 2004 | 《小華小明在偷看》                        | 馮翊綱、宋少卿、黃小貓                                                                    | - 2004年6月於台北新舞臺首演 展現戲劇最原始、最質樸的面貌。透過一個單身女子，用身上最後剩下的五十元買了一張彩票開始，一億七千五百萬新臺幣的彩金，將如何改變她的生命。 |
| 2004 | 《記得當時那個小》                        | 馮翊綱、宋少卿 黃士偉、梅若穎 黃小貓、葛文彪 御天十兵衛、高揚                             | 上半場〈A片〉〈空襲〉〈志向〉〈黑話〉 下半場〈話劇〉〈約會〉〈鴕鳥〉〈身世〉〈車站〉 |
| 2004 | 《記得當時那個小》                        | 馮翊綱、宋少卿 黃士偉、梅若穎 黃小貓、葛文彪 御天十兵衛、高揚                             | - 2004年12月於台北新舞臺首演 本劇史無前例地集結了八位演員一同演出，從五年級生的角度回顧成長歷程。以懷舊的手法呈現民國七〇年代的校園風貌。 首部以DVD+2CD規格發行影音專輯，此後所有專輯皆按此規格。 |
| 2005 | 《蔣先生，你在幹什麼？》                  | 馮翊綱、宋少卿、御天十兵衛                                                                | 上半場〈舌燦蓮花蔣先生〉 下半場〈煽風點火幹什麼〉 |
| 2005 | 《蔣先生，你在幹什麼？》                  | 馮翊綱、宋少卿、御天十兵衛                                                                | - 2005年12月於台北新舞臺首演 故事背景看似在遙遠的三國時代，又好似是最近的事。 同樣混亂的年代、價值觀模糊的社會，只有一種人能出頭，正是那「蠢材」！以幽默逗趣的手法，比蠢、比壞。 |
| 2006 | 《上次，這次，下次》                      | 馮翊綱、宋少卿 梅若穎、御天十兵衛                                                         | 上半場〈上次和這次〉 下半場〈下次〉 |
| 2006 | 《上次，這次，下次》                      | 馮翊綱、宋少卿 梅若穎、御天十兵衛                                                         | - 2006年5月於台北新舞臺首演 本劇演員挑戰演技，脫掉搞笑戲謔的外衣，突破心房自我獨白。除了笑聲與歡樂外，帶給大家更多的感動與省思。 |
| 2007 | 《第十九屆新春賀歲聯歡晚會》              | 馮翊綱、宋少卿 黃士偉、梅若穎 黃小貓、葛文彪 御天十兵衛、黃暐                             | 上半場〈我有真功夫〉〈校長說典故〉〈誰是烏鴉嘴〉〈不能不打架〉 下半場〈大家來演戲〉〈一張假發票〉 |
| 2007 | 《第十九屆新春賀歲聯歡晚會》              | 馮翊綱、宋少卿 黃士偉、梅若穎 黃小貓、葛文彪 御天十兵衛、黃暐                             | - 2007年1月於台北新舞臺首演 本劇為《記得當時那個小》的續集。劇情描述，唸了高中多年的宋小卿終於要畢業了。 而畢業晚會上，卻沒有任何表演節目。心急的黃教官找宋小卿來幫忙引發的一連串荒謬事件。 |
| 2007 | 《借問ㄞˋ教授》                           | 馮翊綱、宋少卿 梅若穎、黃小貓 時一修、御天十兵衛                                          | 上半場〈嫌疑犯們〉 下半場〈真正的兇手〉 |
| 2007 | 《借問ㄞˋ教授》                           | 馮翊綱、宋少卿 梅若穎、黃小貓 時一修、御天十兵衛                                          | - 2007年6月於台北新舞臺首演 故事採用倒敘法，講述一位名叫羅伯特的心理醫生，在飯店房間遇害身亡。飯店經理請來了「艾教授」來釐清死因、追查兇手。 出版時改名為《借問ㄞˋ教授：誰殺了羅伯特》 |
| 2007 | 《鄧力軍》                                | 馮翊綱、宋少卿、黃士偉                                                                    | 上半場〈還我三八〉〈什麼畫面〉 下半場〈舒服涼快〉 |
| 2007 | 《鄧力軍》                                | 馮翊綱、宋少卿、黃士偉                                                                    | - 2007年12月於台北新舞臺首演，20周年創團劇—第一部 回歸最初的演出模式，簡單的一桌二椅，從西湖美景講到白蛇傳、仙鶴報恩、南北大戲。純粹的快樂，為觀眾帶來最單純的快樂與感動。 收錄於2009年20週年相聲專輯《三戲》 |
| 2008 | 《戰國廁前傳》                            | 馮翊綱、宋少卿、黃士偉                                                                    | 上半場〈想樂〉〈飛魚王〉 下半場〈北七烙賽〉 |
| 2008 | 《戰國廁前傳》                            | 馮翊綱、宋少卿、黃士偉                                                                    | - 2008年5月於台北新舞臺首演，20周年創團劇—第二部 全新創作劇本，是瓦舍經典作品「影劇六村」、「山神」的延伸作品，提及中國周朝的歷史以及眷村文化。 透過相聲，引發年輕人對歷史知識的興致，趣味的謊言，觸動人們去探索真相。收錄於2009年20週年相聲專輯《三戲》 |
| 2008 | 《公公徹夜未眠》                          | 馮翊綱、宋少卿 黃士偉、時一修 御天十兵衛、連俞涵                                          | 上半場〈走狗〉〈喪鐘〉〈奴才〉 下半場〈東西〉〈幻覺〉 |
| 2008 | 《公公徹夜未眠》                          | 馮翊綱、宋少卿 黃士偉、時一修 御天十兵衛、連俞涵                                          | - 2008年10月於台北新舞臺首演，20周年創團劇—第三部 發想自瓦舍經典作品《東廠僅一位》之續集，以幽默風趣的狂想手法，照映現代爭名奪利、窺探八卦秘辛、金迷紙醉的生活。 收錄於2009年20週年相聲專輯《三戲》 |
| 2009 | 《兩光康樂隊》                            | 馮翊綱、宋少卿                                                                            | 上半場〈很大〉〈喔宋〉〈忘光〉 下半場〈包廂〉〈丟光〉 |
| 2009 | 《兩光康樂隊》                            | 馮翊綱、宋少卿                                                                            | - 2009年6月於台北新舞臺首演 劇情以軍中藝工隊為引，暢談宋少卿的父親如何從事二戰的情報工作，藝工隊如何在來台的軍艦上，火熱演出。 另邀請台北藝術大學戲劇系學生施儒瑾擔任串場演出。 |
| 2010 | 《又一村》                                | 馮翊綱、宋少卿 黃士偉、時一修、阿肯                                                       | 上半場〈奪寶戰國廁〉 下半場〈竹林七嫌〉 |
| 2010 | 《又一村》                                | 馮翊綱、宋少卿 黃士偉、時一修、阿肯                                                       | - 2010年6月於台北新舞臺首演 上半場〈奪寶戰國廁〉帶大家重新認識影劇六村，下半場〈竹林七嫌〉改編自芥川龍之介的短篇小說。竹林七嫌(後獨立發行DVD專輯) |
| 2011 | 《惡鄰依依》                              | 馮翊綱、宋少卿 黃士偉、時一修 御天十兵衛、阿肯                                            | 上半場〈婊子〉〈妃子〉 下半場〈馬子〉〈奶子〉 |
| 2011 | 《惡鄰依依》                              | 馮翊綱、宋少卿 黃士偉、時一修 御天十兵衛、阿肯                                            | - 2010年10月於台北新舞臺首演 劇情以灰姑娘、白雪公主、賣火柴的女孩、睡美人的故事，分別串連女主角「依依」的精彩故事。 此作創下了瓦舍3項新紀錄：全台巡迴10個城市、演出35場、進場觀眾多達4萬人。 |
| 2012 | 《宋百百的演藝人生》                      | 馮翊綱、宋少卿 黃士偉、御天十兵衛                                                         | 上半場〈戲不戲這樣〉 下半場〈黃鶴樓〉 |
| 2012 | 《宋百百的演藝人生》                      | 馮翊綱、宋少卿 黃士偉、御天十兵衛                                                         | - 2012年5月於台北福華文教會館 以「表演」貫串全劇，上半場《戲不戲這樣》宋少卿使出「宋氏表演法」，揣摩皇上、忠臣與奸臣的內心戲。 下半場，鑲入傳統戲曲、表演、歷史的十年招牌段子《黃鶴樓》。 |
| 2012 | 《飛魚王》                                | 馮翊綱、宋少卿、黃士偉                                                                    | 上半場〈飛魚王〉〈樂透鳥〉 下半場〈小毛驢〉 |
| 2012 | 《飛魚王》                                | 馮翊綱、宋少卿、黃士偉                                                                    | - 2012年11月於台北西門紅樓首演 一個古老傳說，一段蘭嶼原住民的愜意生活。怪了！看過飛魚跳躍，吃過飛魚肉，就是沒聽過飛魚說話，更離奇的是還聽得懂！ 伴著海洋的粼光閃閃，時空換至大時代的動盪，逼迫一群人乘著船，漫長的旅途中，巧遇馮姥姥百年大壽，蝦兵蟹將歡聲雷鼓大慶祝，連海綿寶寶也來湊一腳！ 由【相聲瓦舍】最堅強陣容編劇編導鬼才馮翊綱、天才戲角宋少卿與美聲優伶黃士偉擔綱演出，大笑指數保證破百！ |
| 2013 | 《迷香》                                  | 馮翊綱、宋少卿 黃士偉、楊千霈、亞里                                                       | 上半場〈黑暗角落〉〈花蓮眷村〉〈台中餐廳〉〈新竹倉庫〉〈蔡陶桂學苑〉 下半場〈墾丁馬場〉〈蔡陶桂學苑〉 |
| 2013 | 《迷香》                                  | 馮翊綱、宋少卿 黃士偉、楊千霈、亞里                                                       | - 2013年5月於台北新舞臺首演 描述一位身手矯健的女神偷，盜走黑道家族祖傳甜點秘方，引發一連串懸疑風暴。 「碰」的一聲！ 究竟是爆米香，喚起了劇中主角們的微甜記憶；還是九零手槍，激起了一場場的腥風血雨？ 《迷香》由馮翊綱編劇，雙金鐘影后王琄導演。由黃士偉、楊千霈，挑戰一人趕飾四角，風靡全場；加上鐵板搭檔宋少卿與劇場新銳亞里。                                                                     |
| 2013 | 《情聖阿弱》                              | 馮翊綱、宋少卿 黃士偉、時一修、韋以丞                                                     | 上半場〈兒子〉〈大聖〉〈欠打〉 下半場〈結果〉〈變化〉 |
| 2013 | 《情聖阿弱》                              | 馮翊綱、宋少卿 黃士偉、時一修、韋以丞                                                     | - 2013年10月於台北新舞臺首演 回歸一桌二椅、簡約長袍的相聲演出，全劇以多個新編段子交織而成，輪番主說。 2014年應邀加演，結合新戲《瓦舍說金庸》和《情聖阿弱》部分段子，重新編劇而成：《情聖阿弱，其實不弱》 |
| 2014 | 《瓦舍說金庸》                            | 馮翊綱、宋少卿                                                                            | 上半場〈一二三〉〈十六〉 下半場〈十八〉 |
| 2014 | 《瓦舍說金庸》                            | 馮翊綱、宋少卿                                                                            | - 2014年4月於台北華山文創園區首演 4月在華山首演，10月進行全台二次巡演，演出近50場。2014年7月發行劇本《演武弄樂下藥調情說金庸》。 |
| 2015 | 《緋蝶》                                  | 馮翊綱、宋少卿 范瑞君、蕭正偉                                                             | 上半場〈諜〉〈碟〉 下半場〈蝶〉 |
| 2015 | 《緋蝶》                                  | 馮翊綱、宋少卿 范瑞君、蕭正偉                                                             | - 2015年1月於新光三越台北站前店首演 首度跨界合作，進駐新光三越台北站前店。參考許多真人故事及史實，述說三個關於諜報工作的故事。 利用相聲獨特的簡單風格，反映出諜報工作中人性的心酸、矛盾，也呈現出時代的背景。 |
| 2015 | 《賣橘子的》                              | 馮翊綱、宋少卿、黃士偉                                                                    | 上半場〈紫湖記〉〈緊箍咒〉 下半場〈蒙汗藥〉〈白鱀豚〉 |
| 2015 | 《賣橘子的》                              | 馮翊綱、宋少卿、黃士偉                                                                    | - 2015年10月16日於新北市藝文中心演藝廳首演 從前有三兄弟，一個賣蘋果的，賺了大錢；一個賣小米的，也發了大財，還有一個種了一顆橘子樹‧‧‧‧‧‧【相聲瓦舍】一向反壟斷、更反對市場獨佔。 眼看這不紅不綠的蘋果、不白不紅的小米，不合邏輯的熱賣。 馮翊綱、宋少卿，急Call黃士偉，決定向《西遊記》取經、藉《水滸傳》起義、論《三國演義》謀略，一起溯古話今，顛覆市場。                                           |
| 2016 | 《沙士芭樂》                              | 馮翊綱、宋少卿 黃士偉、范瑞君 巫明如、姜賀璇                                              | 上半場〈哥哥弄弟弟〉〈抽抽把妹妹〉〈太太我怕怕〉 下半場〈比比誰壞壞〉〈親親你騙騙〉 |
| 2016 | 《沙士芭樂》                              | 馮翊綱、宋少卿 黃士偉、范瑞君 巫明如、姜賀璇                                              | - 2016年10月27日於台北市中山堂首演 看《羅密歐與茱麗葉》的嗜血真愛，《仲夏夜之夢》的亂點鴛鴦，《馬克白》的喪心病狂，《暴風雨》的光怪陸離。 在一桌二椅舞台上，展開眼所未見的想像，忽而宮廷，忽而森林。聽莎翁的永恆雋語，時而悲，時而喜。莎劇，沒有絕對的形式，莎劇，也可以很相聲！ |
| 2017 | 《弄》                                    | 馮翊綱、宋少卿、黃士偉                                                                    | 上半場〈柿子枇杷〉〈兩顆鴨蛋〉〈三個老婆〉〈睡不著覺〉 下半場〈後台禁忌〉〈四個兄弟〉〈包公奇案〉 |
| 2017 | 《弄》                                    | 馮翊綱、宋少卿、黃士偉                                                                    | - 2017年3月23日於新北市藝文中心演藝廳首演 話說一千年前，兩個被逐出的戲子「千呼」、「萬喚」，亂世中浪跡江湖，到南方探視被貶官至此的「青衫」。 盤桓數日後，在江邊道別，說了幾個駭人聽聞的離奇故事...... |
| 2018 | 《快了快了》                              | 馮翊綱、宋少卿、黃士偉                                                                    | 上半場〈七里香〉〈畫狗臉〉〈旅行家〉〈畫出來〉〈四聖燴〉〈洪羊洞〉 下半場〈痛不痛〉〈要不要〉 |
| 2018 | 《快了快了》                              | 馮翊綱、宋少卿、黃士偉                                                                    | - 2018年3月23日於台北市政府親子劇場首演 悠悠村子裡住著3位閒散之人，一個好美食、一個嗜酒樂、一個習武藝。仨人就這樣，日出日落一天過，花開花落一季度，反覆問著...... 吃飯了嗎？快了快了！ 喝酒了嗎？快了快了！ 把妹了嗎？快了快了！ |
| 2018 | 《我不要演癩蛤蟆》                        | 馮翊綱、宋少卿 黃士偉、梅若穎、黃小貓 御天十兵衛、達康.come                               | 上半場〈演講比賽〉〈犀利小姐〉〈樓下僅一位〉〈浴火鳳凰〉〈啥鶴樓〉〈黑珍珠與白鳳凰〉 下半場〈床邊的安徒生〉〈狸貓換太子〉 |
| 2018 | 《我不要演癩蛤蟆》                        | 馮翊綱、宋少卿 黃士偉、梅若穎、黃小貓 御天十兵衛、達康.come                               | - 2018年10月5日於台北市政府親子劇場首演 |
| 2019 | 《警察杯杯我的車牌咧》                    | 馮翊綱、宋少卿、黃士偉 眼球先生、楊琪、紐約妮可王Yiwen Wang、Kim 、吳怡臻、潘奕如、李辰翔 | 上半場〈馬蘭姑娘〉〈我們的藍教頭〉 下半場〈愛素蘭大酒店〉 |
| 2019 | 《警察杯杯我的車牌咧》                    | 馮翊綱、宋少卿、黃士偉 眼球先生、楊琪、紐約妮可王Yiwen Wang、Kim 、吳怡臻、潘奕如、李辰翔 | - 2019年1月11日於台北市政府親子劇場首演 |
| 2019 | 《十五萬大軍直取西城而來》                | 馮翊綱、宋少卿、黃士偉、巫明如、翁銓偉、古辛                                              | 上半場〈白鱀豚〉〈七步詩〉〈烏盆記〉 下半場〈一二三〉〈空城計〉 |
| 2019 | 《十五萬大軍直取西城而來》                | 馮翊綱、宋少卿、黃士偉、巫明如、翁銓偉、古辛                                              | - 2019年10月10日於台北市政府親子劇場首演 此劇改編三國演義故事情節及戲曲作為主軸，摭取〈空城計〉台詞：「十五萬大軍直取西城而來」，引為劇名。本劇是以演義人物、故事為主，並包含了瓦舍過往經典段子〈白鱀豚〉、〈空城計〉等。 |
| 2020 | 《雞都下蛋了》                            | 馮翊綱、宋少卿、黃士偉、巫明如、翁銓偉、古辛、梁皓嵐、范瑞君                              | 上半場〈包子打狗〉 〈魚肉百姓〉 下半場〈愛吃豆腐〉 〈院長餓了〉 |
| 2020 | 《雞都下蛋了》                            | 馮翊綱、宋少卿、黃士偉、巫明如、翁銓偉、古辛、梁皓嵐、范瑞君                              | - 原訂2020年4月17日於高雄衛武營戲劇院首演，因受「新型冠狀病毒肺炎（COVID-19）」疫情影響，延後至同年10月9日，於台北市政府親子劇場首演。 |
| 2021 | 《三十三》                                | 馮翊綱、宋少卿、黃士偉、御天十兵衛、巫明如、翁銓偉、梁皓嵐                                | 上半場 下半場 |
| 2021 | 《三十三》                                | 馮翊綱、宋少卿、黃士偉、御天十兵衛、巫明如、翁銓偉、梁皓嵐                                | - 2021年2月26日於台北市政府親子劇場首演 |
| 2022 | 《畫虎藍》                                | 馮翊綱、黃士偉、韋以丞、御天十兵衛、巫明如、翁銓偉                                        | 上半場〈三人成虎〉〈大宅murmur〉〈虎父犬子〉〈照貓畫虎〉 下半場〈虎頭蜂酒〉〈騎虎難下〉〈為虎作倀〉 |
| 2022 | 《畫虎藍》                                | 馮翊綱、黃士偉、韋以丞、御天十兵衛、巫明如、翁銓偉                                        | - 2022年3月18日於台中歌劇院首演 |
| 2023 | 《鱷魚不見了》                            | 馮翊綱、黃士偉、時一修、御天十兵衛、陳家逵、趙逸嵐、程鈺婷、巫明如                        | 上半場 下半場 |
| 2023 | 《鱷魚不見了》                            | 馮翊綱、黃士偉、時一修、御天十兵衛、陳家逵、趙逸嵐、程鈺婷、巫明如                        | - 2023年3月10日於台中歌劇院首演 |
| 2023 | 《包黑子壞壞》                            | 馮翊綱、時一修、韋以丞、御天十兵衛、巫明如                                                | 上半場 下半場 |
| 2023 | 《包黑子壞壞》                            | 馮翊綱、時一修、韋以丞、御天十兵衛、巫明如                                                | - 2023年10月6日於臺北市PLAYground空總劇場首演 |
| 2024 | 《笑笑江湖》                              | 馮翊綱、時一修、御天十兵衛、趙逸嵐、巫明如                                                | 上半場 下半場 |
| 2024 | 《笑笑江湖》                              | 馮翊綱、時一修、御天十兵衛、趙逸嵐、巫明如                                                | - 2024年9月20日於台北市政府親子劇場首演 |
| 2025 | 《狐說》                                  | 馮翊綱、時一修、御天十兵衛、趙逸嵐、巫明如、古辛                                          | 上半場 下半場 |
| 2025 | 《狐說》                                  | 馮翊綱、時一修、御天十兵衛、趙逸嵐、巫明如、古辛                                          | - 2025年5月3日於苗北藝文中心演藝廳首演 |

### 影音作品
| 年份 | 名稱          | 演出                   | 段目 / 簡介 |
| 1991 | 《黑色幽默》  | 馮翊綱、宋少卿         | 上集 段子名 1.〈消遙遊〉2.〈烏鴉嘴〉3.〈紫色藥丸〉 下集 段子名 1.〈杏林一刀〉2.〈八不要領〉3.〈奪命列車〉4.〈摩登保儦〉 |
| 1991 | 《黑色幽默》  | 馮翊綱、宋少卿         | - 這次有系統的創作「黑色幽默專題」，亦是中國相聲史上破題第一遭，配合「鬼月」出版，更添神秘色彩。錄立技術方面突破老套，大量使用氣氛音效，使得整組專輯一氣喝成；並邀王偉忠、張雨生現「聲」說法，通過主持人王琄鮮活的串聯，呈現相聲錄音製作的新風貌。 |
| 2002 | 《相聲來了》  | 馮翊綱、宋少卿、黃士偉 | CD一 段子名 1.〈我是蘇東坡〉2.〈我是乾隆皇〉3.〈十一言絕句〉4.〈慈禧端佑康頤昭豫莊誠壽恭欽獻崇熙聖母皇太后> CD二 段子名 1.〈搶年糕〉2.〈清朝聯考〉3.〈樑上君子〉 4.〈白事會〉 CD三 段子名 1.〈勸架〉2.〈戒酒〉3.〈五紅圖〉4.〈平分秋色〉5.〈誰是白癡〉 CD四 段子名 1.〈烏鴉嘴〉2.〈真功夫〉3.〈報菜名〉4.〈山西家信〉 CD五 段子名 1.〈虎打武松〉2.〈我要拿金牌〉3.〈戲劇與方言〉4.〈集體即興創作〉 CD六 段子名 1.〈誰是兇手〉2.〈口吐蓮花〉3.〈令人頭痛〉4.〈山東鬥法〉 CD七 段子名 1.〈宋少卿牛肉麵館〉2.〈尊貴大大養生房〉3.〈正經事〉4.〈窮不怕〉5.〈抬槓公司〉 CD八 段子名 1.〈說相聲〉2.〈紀曉嵐〉3.〈奪命列車〉4.〈和尚開葷〉 CD九 段子名 1.〈六口人〉2.〈爸爸的兒子是誰〉3.〈開粥廠〉4.〈吝嗇鬼〉 CD十 段子名 1.〈相面〉2.〈夢中婚〉3.〈論捧逗〉4.〈姥姥年〉 |
| 2002 | 《相聲來了》  | 馮翊綱、宋少卿、黃士偉 | - 【相聲瓦舍】使出渾身解數：馮翊綱首度驚險嘗試口吐蓮花，極力煽動和尚開葷；宋少卿奪命演出頭撞火車，拼死苦練立志拿下奧運所有金牌；黃士偉為了說相聲，在後台大打出手，拳打馮翊綱，腳踢宋少卿...... 精彩噴飯的爆料內容，絕對不容錯過。 |
| 2003 | 《消失的931》 | 馮翊綱、宋少卿、黃士偉 | 上半場〈西元1673年〉 下半場〈狗元3761年〉 |
| 2003 | 《消失的931》 | 馮翊綱、宋少卿、黃士偉 | - 歷史上原本每年都有9月31日這一天，奇怪的是幾千年下來，居然沒有任何事發生在這個日子，於是這天就這麼被取消了，931從此消失....但其實931這天發生了許多不為人知的事，是身為人類的您絕對不能錯過的事，到底是什麼事呢？ |

## 外部連結
- 相聲瓦舍網站 （页面存档备份，存于）（繁體中文）
- 相聲瓦舍的Facebook專頁
- YouTube上的相聲瓦舍頻道